# Giacomo Cattani
Giacomo Cattani (Brisighella, 13 gennaio 1823 – Ravenna, 14 febbraio 1887) è stato un cardinale e arcivescovo cattolico italiano.

## Biografia
Nacque il 13 gennaio 1823 a Brisighella.
Papa Leone XIII lo elevò al rango di cardinale nel concistoro del 19 settembre 1879.
Morì il 14 febbraio 1887, all'1:30 di notte dopo una lunga e sofferta malattia, a Ravenna.

## Genealogia episcopale e successione apostolica
La genealogia episcopale è:
- Cardinale Scipione Rebiba
- Cardinale Giulio Antonio Santori
- Cardinale Girolamo Bernerio, O.P.
- Arcivescovo Galeazzo Sanvitale
- Cardinale Ludovico Ludovisi
- Cardinale Luigi Caetani
- Cardinale Ulderico Carpegna
- Cardinale Paluzzo Paluzzi Altieri degli Albertoni
- Papa Benedetto XIII
- Papa Benedetto XIV
- Papa Clemente XIII
- Cardinale Marcantonio Colonna
- Cardinale Giacinto Sigismondo Gerdil, B.
- Cardinale Giulio Maria della Somaglia
- Cardinale Carlo Odescalchi, S.I.
- Cardinale Costantino Patrizi Naro
- Cardinale Giacomo Cattani

La successione apostolica è:
- Vescovo Edmond Hyacinthe Theodore Joseph Dumont (1873)
- Patriarca José Moreno y Mazón (1877)
- Vescovo José Proceso Pozuelo y Herrero (1878)
- Vescovo Ramón Fernández Piérola y Lopez de Luzuriaca (1879)